# Energia muscolare
L'energia muscolare è l’energia rinnovabile fornita dai movimenti della muscolatura scheletrica, umana ed animale.
La fonte primaria di questa energia è il cibo, a cui comunque concorrono gli altri fattori necessari alla vita dei vertebrati.

## Storia dell’uso da parte dell’uomo dell’energia muscolare
Per millenni ed ancora oggi per una parte della popolazione mondiale l’energia muscolare è stata la principale, quando non l’unica, forza motoria utilizzata per fini produttivi (inclusa la guerra coi suoi fini distruttivi).

Zappatori che scavano l'acquedotto del fiume Cedar, Washington (1899)

La storia delle società umane può essere letta anche attraverso le trasformazioni tecnologiche ovvero la continua ricerca di modalità per aumentare la resa produttiva dell’energia, agli albori con strumenti semplici che fungevano da prolungamento degli arti superiori (ad esempio coltelli, zappe, lance, leve, ecc.), poi con strumenti sempre più complessi ed elaborati fino ad arrivare ai primi macchinari azionati a forza muscolare.
Contemporaneamente era venuto evidente che la resa dell’energia muscolare poteva venire aumentata attraverso il lavoro coordinato di più persone (liberi o schiavi o prigionieri) e successivamente all’addomesticamento, anche con l’energia fornita dagli animali (solo nelle società dove ci fu addomesticamento).

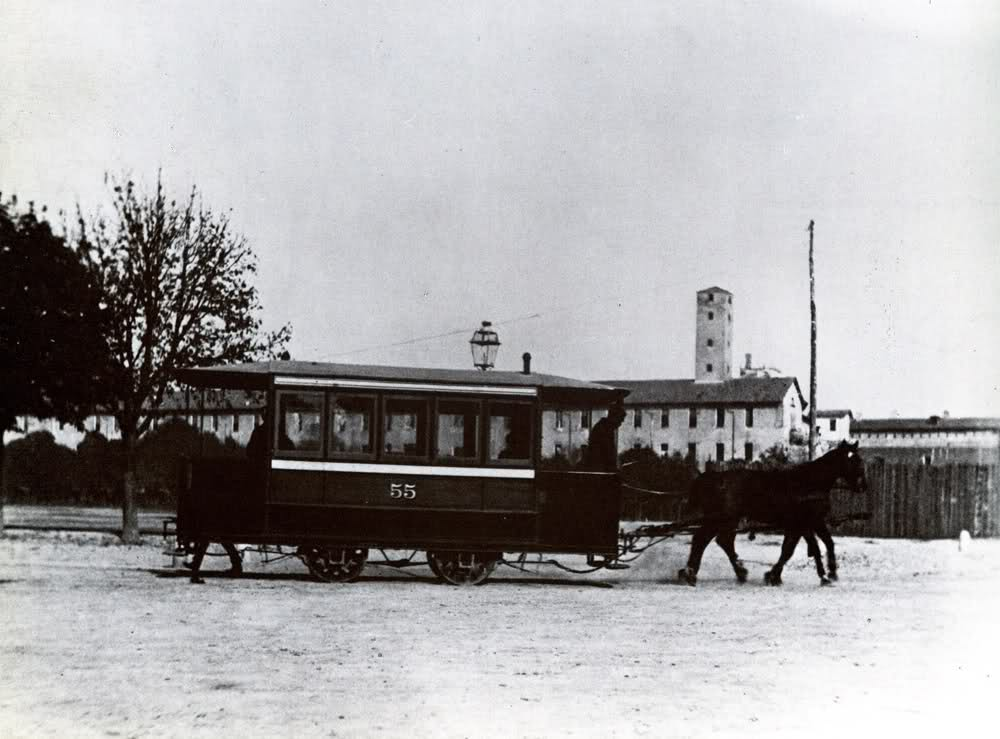
Tram a cavalli SAO, Milano intorno al 1890

L’invenzione dei motori  e dello sfruttamento dell’energia elettrica ha via via soppiantato la forza muscolare nei macchinari, comunque fino alla metà del XX secolo la forza motrice muscolare è stata la principale forza usata dall’umanità.
La ricerca e lo sfruttamento di nuove forme di energie alternative a quella muscolare, ha condotto le società moderne ad alta tecnologia ad apprezzare l’energia muscolare solo in ambiti non più produttivi manifatturieri, ovvero nello sport, nello spettacolo, nel fitness.
Progetti tecnologici recenti si propongono di sfruttare questa fonte di energia rinnovabile per la produzione di elettricità.

## Fisiologia
I muscoli vengono nutriti attraverso il sistema sanguigno che veicola i nutrienti e l’ossigeno.
Il sistema muscolare è quello che permette il movimento negli animali, la muscolatura volontaria è responsabile dei movimenti verso l’esterno (ad esempio i muscoli scheletrici), la muscolatura involontaria è quella addetta alle funzioni viscerali vitali degli organi interni (ad esempio il cuore), alcuni muscoli possono essere sia volontari che involontari (ad esempio i muscoli respiratori).
I muscoli scheletrici sono quelli direttamente coinvolti nella produzione di energia produttiva, anche se chiaramente è coinvolto tutto l’organismo.

## Misurazioni
L’energia muscolare prodotta oltre all’alimentazione può variare in base a numerosi fattori: metabolismo, ossigenazione, età, sesso, riposo, motivazioni, esperienza, peso e dal tipo di razza negli animali.
Il primo tentativo di misurare scientificamente l’energia muscolare risale a Guillaume Amontons nel 1699, nel 1798 Charles-Augustin de Coulomb stimò in 75-120 W l’attività lavorativa di un uomo adulto. Nel 1919 Francis Gano Benedict condusse diversi studi sul metabolismo basale BMR elaborando equazioni del consumo energetico atteso stabilendo dei moltiplicatori in funzione del tipo di lavoro di una persona .
L’economista Vaclav Smil elenca i seguenti esempi di lavori con la relativa potenza in Watt dell’energia muscolare: 
- Contadino che zappa 50 W
- Contadino che traina l’erpice con un vecchio bovino 200 W
- Contadino che ara il campo con due piccoli cavalli 1000 W
- Contadino che ara con 6 cavalli robusti 4000 W
- Contadino che usa 32 cavalli per tirare una mietitrebbiatrice 2200 W
- Due bovini che tirano un carro 700 W
- Quattro cavalli che tirano un carro 2500 W
- Messaggero su cavallo al galoppo 7200 W
- Maratoneta olimpico 1400 W
- Coppia di buoi che traina un aratro 600 W
- Mulo che gira un mulino a clessidra 300 W
- Macchinario azionato da 8 uomini 800 W

Per differenti specie di animali da lavoro si hanno indicativamente in base al peso, le seguenti potenze:
- Cavalli 500-850 W
- Muli 500-600 W
- Buoi 250-550 W
- Mucche 100-300 W
- Bufali 250-550 W
- Asini 100-200 W